# Roka Žlindre
Roka Žlindra ist eine 2005 gegründete, slowenische Volksmusik-Gruppe.

## Geschichte
Die Band wurde 2005 von Akkordeon-Spieler Rok Žlindra ins Leben gerufen. Die Gruppe verdankt ihm ebenfalls seinen Bandnamen. Komplettiert wird die Gruppe von Nejc Drobnič (Akustikgitarre), Rok Modic (Kontrabass) und Barbara Ogrinc (Gesang).
2008 gewann die Gruppe bei dem 33. Internationalen Festival der Volksmusik in Graška Gora lediglich den Publikumspreis. Ein Jahr darauf gewann die Band das renommierte slowenische Festival Polka und Walzer.
Im Mai 2010 nahm die Gruppe gemeinsam mit der Rockband Kalamari unter Ensemble Roka Žlindra & Kalamari am Eurovision Song Contest 2010 in Oslo teil. Man schied jedoch bereits im Halbfinale aus. Ihr Song Narodnozabavni Rock schied mit dem vorletzten Platz (6 erreichte Punkte) aus und konnte lediglich Michael von der Heide aus der Schweiz (2 Punkte) hinter sich lassen.

## Diskografie
Alben
- 2007: Najlepše Je, Kadar Sva Skupaj
- 2008: Srce Pa Še Vedno Hrepeni
- 2010: Del Srca
- 2010: Narodnozabavni Rock (mit Kalamari)
- 2011: Rokove Najlepše (Kompilation)